# Атанасиос Космас
Атанасиос Космас (на гръцки: Αθανάσιος Κοσμάς) е гръцки просветен деец и революционер, деец на гръцката въоръжена пропаганда в Македония, агент от ІІ ред.

## Биография
Космас е роден в 1860 година в населещкото село Мислегощи, тогава в Османската империя. Учи в гимназия Цотилската гимназия, а след това в Атина. Преподава и управлява училища и гимназии в Янина, Волос, Солун и румънския град Браила. През 1891 година се установява в Костур и управлява гръцкото начално училище и прогимназия.
Присъединява се към гръцката въоръжена пропаганда в Костурско, оглявявана от митрополит Германос Каравангелис и застава начело на гръцкия революционен терористичен комитет в Костур. Освен него в комитета влизат и Панайотис Зисиадис, Сотириос Масякос, Х. Теохарус и Д. Пападопулос. Космас е отговорен за убийствата на много видни българи.
Умира в 1931 година.